# Charité
Charité, celým názvem Charité – Universitätsmedizin Berlin, je nemocnice v Berlíně, kterou provozují lékařské fakulty Svobodné univerzity Berlín a Humboldtovy univerzity. Je nejstarší nemocnicí v Německu a největší fakultní nemocnicí v Evropě. Vedle léčení se věnuje také rozsáhlé výzkumné činnosti a spolupracuje s nadací Deutsche Forschungsgemeinschaft. Jejím heslem je „Forschen, Lehren, Heilen, Helfen“ („Bádat, učit, léčit, pomáhat“).
Byla založena jako morový špitál před Špandavskou branou v květnu roku 1710, prvním ředitelem byl Johann Theodor Eller. Později sloužila armádě, král Fridrich Vilém I. z ní v roce 1727 učinil veřejnou nemocnici a dal jí název Charité (francouzsky „milosrdenství“). Od roku 1828 slouží k výuce studentů Humboldtovy univerzity a od roku 2003 ji využívá také Svobodná univerzita. Působili zde nositelé Nobelovy ceny Emil von Behring, Robert Koch, Paul Ehrlich a Fritz Albert Lipmann, známými pracovníky Charité byli také neurolog Carl Wernicke, chirurg August Bier nebo biochemik Leonor Michaelis. Od roku 2009 nemocnice hostí World Health Summit. 
Nemocnice má čtyři pobočky: Campus Charité Mitte, Campus Berlin-Buch, Campus Benjamin Franklin v Lichterfelde a Campus Virchow Clinic ve Weddingu. Dělí se na sedmnáct specializovaných center se stovkou klinik. Má celkovou kapacitu 3011 lůžek a pracuje v ní více než 15 000 zaměstnanců, z toho 290 profesorů. V čele správní rady stojí od roku 2019 Heyo K. Kroemer. K Charité patří také Berlinský institut zdraví a muzeum historie medicíny, které založil v roce 1899 Rudolf Virchow. V roce 2005 založila Johanna Quandtová nadaci Charité, která přispívá na výzkumnou činnost a uděluje Cenu Maxe Rubnera za obor klinické výživy.
Podle amerického týdeníku Newsweek byla Charité v roce 2020 nejlepší nemocnicí v Evropě a pátou nejlepší na světě. Ke známým pacientům patří Angela Merkelová nebo Alexej Navalnyj.
O historii nemocnice byl roku 2017 natočen stejnojmenný televizní seriál.